# بني عشوش (مغراوة)
بني عشوش هي إحدى مشيخات المملكة المغربية، تتبع جغرافيا لإقليم تازة وإداريًا لمغراوة. يقدر عدد سكانها بـ 1873 نسمة حسب الإحصاء الرسمي للسكان والسكنى لسنة 2004.